# Dwars door Vlaanderen femminile 2022
La Dwars door Vlaanderen femminile 2022, decima edizione della corsa, valevole come prova dell'UCI Women's ProSeries 2022 categoria 1.Pro, si svolse il 30 marzo 2022 per un percorso di 120 km, con partenza e arrivo a Waregem, in Belgio. La vittoria fu appannaggio dell'italiana Chiara Consonni, la quale completò il percorso in 3h06'40" alla media di 38,571 km/h, precedendo la belga Julie De Wilde e la svizzera Elise Chabbey.
Sul traguardo di Waregem 113 corritrici, delle 138 partite, portarono a termine la gara.

## Squadre partecipanti
Al via 24 formazioni.
| N.      | Cod. | Squadra                       |
| ------- | ---- | ----------------------------- |
| 1-6     | MOV  | Movistar Team                 |
| 11-16   | TFS  | Trek-Segafredo                |
| 21-26   | JVW  | Team Jumbo-Visma              |
| 31-36   | CSR  | Canyon-SRAM Racing            |
| 41-46   | TIB  | EF Education-Tibco-SVB        |
| 51-56   | FSF  | FDJ-Suez                      |
| 61-66   | HPW  | Human Powered Health          |
| 71-76   | LIV  | Liv Racing Xstra              |
| 81-86   | CGS  | Roland Cogeas Edelweiss Squad |
| 91-96   | BEX  | Team BikeExchange-Jayco       |
| 101-106 | DSM  | Team DSM                      |
| 111-116 | UAD  | UAE Team ADQ                  |

| N.      | Cod. | Squadra                         |
| ------- | ---- | ------------------------------- |
| 121-126 | UXT  | Uno-X Pro Cycling Team          |
| 131-136 | ASC  | Andy Schleck-CP NVST-Immo Losch |
| 141-146 | ARK  | Arkéa Pro Cycling Team          |
| 151-156 | BCV  | Bingoal Casino-Chevalmeire      |
| 161-166 | COF  | Cofidis                         |
| 171-176 | IBC  | IBCT                            |
| 181-186 | LEW  | Le Col-Wahoo                    |
| 191-196 | MUL  | Multum Accountants              |
| 201-206 | AGI  | AG Insurance-NXTG Team          |
| 211-216 | PHV  | Parkhotel Valkenburg            |
| 221-226 | PLP  | Plantur-Pura                    |
| 231-236 | VAL  | Valcar-Travel & Service         |

## Ordine d'arrivo (Top 10)
| Pos. | Corritrice        | Squadra      | Tempo    |
| ---- | ----------------- | ------------ | -------- |
| 1    | Chiara Consonni   | Valcar       | 3h06'40" |
| 2    | Julie De Wilde    | Plantur-Pura | s.t.     |
| 3    | Elise Chabbey     | Canyon       | s.t.     |
| 4    | Pfeiffer Georgi   | DSM          | s.t.     |
| 5    | Marta Bastianelli | UAE          | s.t.     |
| 6    | Rachele Barbieri  | Liv          | s.t.     |
| 7    | Marie Le Net      | FDJ          | s.t.     |
| 8    | Shari Bossuyt     | Canyon       | s.t.     |
| 9    | Arlenis Sierra    | Movistar     | s.t.     |
| 10   | Karlijn Swinkels  | Jumbo        | s.t.     |